# Вод
Вод (фр. Vaudes) — коммуна во Франции, находится в регионе Шампань — Арденны. Департамент — Об. Входит в состав кантона Бар-сюр-Сен. Округ коммуны — Труа.
Код INSEE коммуны — 10399.
Коммуна расположена приблизительно в 155 км к юго-востоку от Парижа, в 90 км южнее Шалон-ан-Шампани, в 16 км к юго-востоку от Труа.

## Население
Население коммуны на 2008 год составляло 606 человек.
| 1962 | 1968 | 1975 | 1982 | 1990 | 1999 | 2008 |
| ---- | ---- | ---- | ---- | ---- | ---- | ---- |
| 341  | 353  | 459  | 670  | 626  | 543  | 606  |

## Экономика

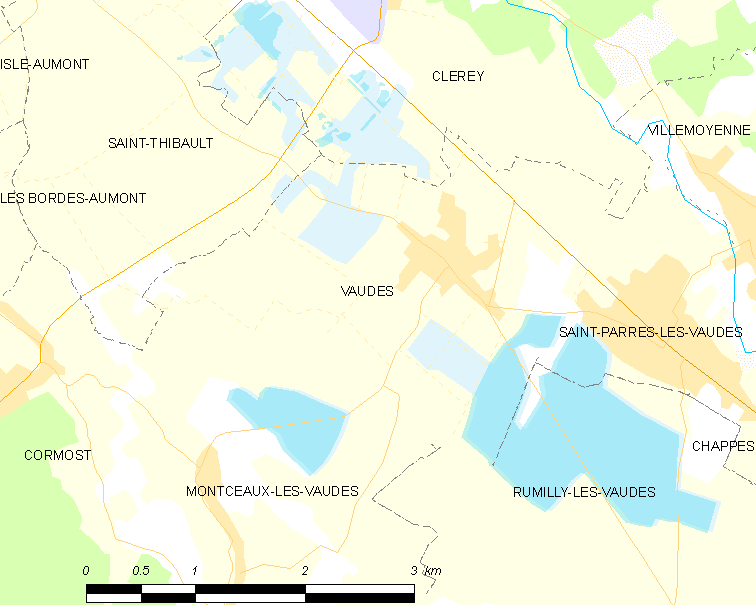
Карта коммуны

В 2007 году среди 403 человек в трудоспособном возрасте (15—64 лет) 295 были экономически активными, 108 — неактивными (показатель активности — 73,2 %, в 1999 году было 74,9 %). Из 295 активных работали 270 человек (148 мужчин и 122 женщины), безработных было 25 (6 мужчин и 19 женщин). Среди 108 неактивных 28 человек были учениками или студентами, 48 — пенсионерами, 32 были неактивными по другим причинам.

## Достопримечательности
- Церковь Сен-Клер
- Крест на перекрёстке (XVI век). Памятник истории с 1939 года[3]